# Arachnodes neonitidus
Arachnodes neonitidus är en skalbaggsart som beskrevs av Olivier Montreuil 2011. Arachnodes neonitidus ingår i släktet Arachnodes och familjen bladhorningar. Inga underarter finns listade.